# Morus celtidifolia
Morus celtidifolia, el péjon (en lengua huasteca), amacapulín (en náhuatl), la morera, morera mexicana, mora colorada o simplemente mora es una especie de arbusto o árbol perteneciente a la familia de las moráceas. 

#### Hábitat
Se distribuye naturalmente desde el sudoeste de los Estados Unidos hasta el norte de América del Sur en altutudes de hasta 2600 m.s.n.m.. ya sea en matorral xerófilo o en bosque mesófilo de montaña. Adaptable, puede tolerar las heladas.

#### Descripción
Es una planta caducifolia, dioica, ocasionalmente monoica; que se llega a desarrollar como un árbol de porte pequeño o mediano de entre los 5 y los 10 metros de altura.
Las hojas son pecioladas, ovaladas de alredeor de 10 cm de largo y 6 de ancho, más anchas en la mitad inferior, con márgenes serrados, base redondeada o en forma de corazón que terminan frecuentemente en punta aguda.
Las flores son pequeñas, color verde pálido, apiñadas en rácimos alargados. 
Da por fruto una baya de 1 a 2.5 cm de largo, compuesta de numerosas drupillas pequeñas, carnosas jugosas, de color rojizo a morado obscuro al madurar.

#### Usos
La planta se usa ocasionalmente como ornamental.
El fruto es comestible.

En medicina tradicional los indígenas de Puebla y Veracruz utilizan las hojas como remedio para trastornos ginecobstétricos.

#### Historia
Conocida desde tiempos prehispánicos, la planta fue por pimera vez descrita y clasificada por Karl Sigismund Kunth en su obra Nova Genera et Species Plantarum en 1817